# Tow boat ride
Tow boat ride est un type d'attraction aquatique de type rivière lente avec des bateaux à fond plats qui parcourent un circuit. Cette attraction familiale propose une croisière calme à ses passagers.

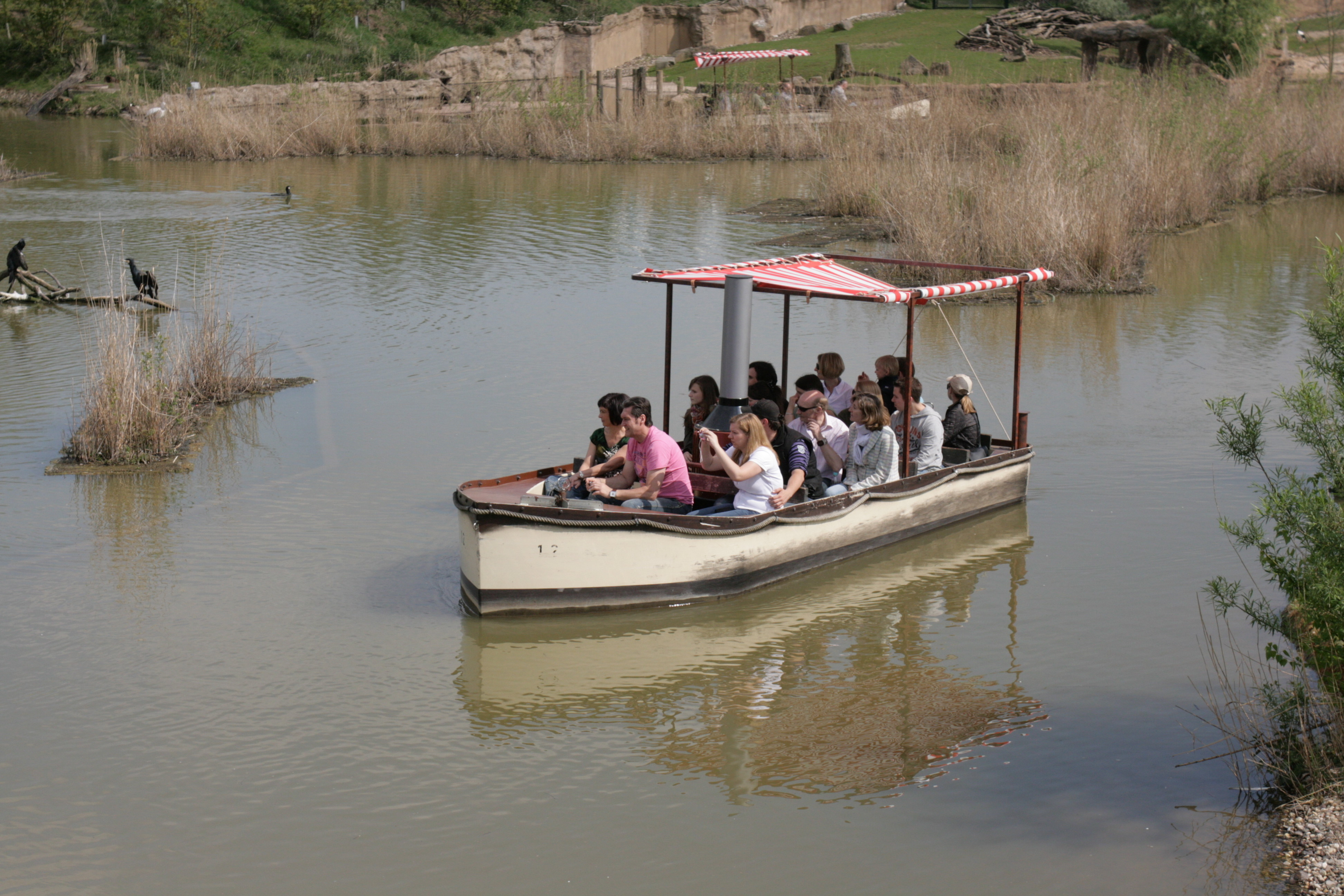
African Queen au ZOOM Erlebniswelt de Gelsenkirchen.

## Concept
La particularité de cette promenade en bateau se situe dans son mode de propulsion. Dans les Shoot the Chutes, les bûches, les bouées ou les autres attractions proposant une croisière, l'eau d'un canal est mise en mouvement grâce à des pompes hydrauliques. Les embarcations alors sont portées et entraînées par ce mouvement. Dans le cas du Tow boat ride, les embarcations sont reliées entre elles et remorquées par un grand câble d'acier situé sous l'eau. To tow signifie d'ailleurs remorquer. La technique du touage s'en rapproche quelque-peu. Les virages s'effectuent grâce à des poulies de déviation subaquatiques situées le long du parcours. Le passager embarque dans les radeaux grâce à une plateforme rotative qui évolue au même rythme que ceux-ci. Le câble est relié à ce grand disque tournant. Grâce à ce système, les visiteurs montent dans les embarcations sans modifier la progression de celles-ci. Ce système permet de faire évoluer les bateaux aussi bien sur un canal étroit ou que sur une pièce d'eau étendue.
Certains modèles proposent ce système de propulsion par câble mais sans la plateforme rotative. Lors du débarquement, le câble est soulevé par des roues de guidage verticales de sorte que la friction entre les chaînes des radeaux et le câble ne meut plus en avant les bateaux.
Ce style d'attraction peut convenir en intérieur comme en extérieur, bien que la majorité des modèles soit en extérieur. De plus, certains constructeurs ont modifié le concept du Tow boat ride pour créer un nouveau modèle de Splash Battle.

## Thèmes
Inspirés par Jungle Cruise de Disneyland en Californie, certains parcs de loisirs ont choisi le même thème pour leur croisière. Elles proposent donc une visite de la jungle et de sa faune, bien que le parcours californien ne soit pas un Tow boat ride mais un circuit de bateaux à moteur. Les parcs qui ont puisé leur inspiration dans Jungle Cruise sont Bellewaerde, Didi'Land, Europa-Park, Nigloland, Parque de Atracciones de Madrid, Walibi Belgium, Walibi Rhône-Alpes, Walibi Sud-Ouest, Zoo de Hanovre, ZOOM Erlebniswelt et le zoo de Leipzig. En reprenant totalement de concept de Jungle Cruise, le parc italien Gardaland inaugure en 1975 Safari Africano, attraction aquatique avec des bateaux à moteur. Dans les années 1980, elle est modifiée par Intamin et devient un tow boat ride,.
Créatif pour Disney, Tony Baxter déclare que l'attraction était prévue à l'origine pour le parc Disneyland. À la suite de plusieurs voyages en Europe pour voir ce qui existait dans les parcs du continent, les équipes Disney constatent que de nombreux parcs se sont inspirés de Jungle Cruise pour créer leur propre version. Avec comme argument que le public aurait pu imaginer que Disney aurait copié les attractions européennes pour construire leur parc, le projet est supprimé.
De plus, l'univers de la bande dessinée occupe les rives de certaines promenades : Tintin à Walibi Belgium de 1978 à 1997, Bob et Bobette à Bellewaerde de 1982 à 1996, les Schtroumpfs à Walibi Schtroumpf de 1989 à 2002 et Astérix au parc Astérix depuis 1989. Le personnage Käpt’n Blaubär (de) (capitaine ours bleu) des livres Capitaine ours bleu de l'auteur Walter Moers à Ravensburger Spieleland est également adapté en bande dessinée. Il est à noter qu'en 1988, deux ans après l'ouverture de l'attraction d'Efteling, nommée Fata Morgana, sort un album hors série de Bob et Bobette s’y déroulant, dont le titre est Fata Morgana.

## Attractions de ce type
| Nom                                                                               | Parc                            | Pays        | Année       | Constructeur         |
| --------------------------------------------------------------------------------- | ------------------------------- | ----------- | ----------- | -------------------- |
| Africa Cruise anciennement Adventure Jungle                                       | Nigloland                       | France      | 1987        | Mack Rides           |
| African Queen                                                                     | ZOOM Erlebniswelt               | Allemagne   | 2006        | Intamin              |
| Bootsfahrt                                                                        | Zoo de Hanovre                  | Allemagne   | 2000        | Intamin              |
| Canale Grande                                                                     | Spreepark                       | Allemagne   | 1994 - 2002 | Reverchon Industries |
| Du thuyền nhiệt đới                                                               | Dragon Park (en)                | Viêt Nam    | 2017        | Intamin              |
| Embarque                                                                          | World of Discoveries (pt)       | Portugal    | 2014        | Reverchon Industries |
| Épidemaïs Croisières anciennement Balade d'Astérix                                | Parc Astérix                    | France      | 1989        | Intamin              |
| Excalibur                                                                         | Drayton Manor                   | Royaume-Uni | 2003 - 2011 | Bear Rides           |
| Fahrt des Odysseus                                                                | Belantis                        | Allemagne   | 2003        | Bear Rides           |
| Fata Morgana                                                                      | Efteling                        | Pays-Bas    | 1986        | Intamin              |
| Fatih's Dream                                                                     | Vialand                         | Turquie     | 2014        | Intamin              |
| Floßfahrt                                                                         | Heide Park                      | Allemagne   | 1978        | Mack Rides           |
| Gamanile River                                                                    | Zoo de Leipzig                  | Allemagne   | 2011        | Intamin              |
| Gold River Adventure anciennement Les Radeaux puis Gondolettas                    | Walibi Belgium                  | Belgique    | 1978        | Intamin              |
| Gondoletta                                                                        | Luisenpark                      | Allemagne   | 1975        | Intamin              |
| Gondoletta                                                                        | Efteling                        | Pays-Bas    | 1981        | Intamin              |
| Josefinas kaiserliche Zauberreise Anciennement Dschungel Fahrt.                   | Europa-Park                     | Allemagne   | 1978        | Mack Rides           |
| Jungla                                                                            | Parque de Atracciones de Madrid | Espagne     | 1977        |                      |
| Jungle mission anciennement Jungle adventure puis Bob & Bobette puis Voodoo river | Bellewaerde                     | Belgique    | 1978        | Intamin              |
| Käpt'n Blaubärs Abenteuerfahrt                                                    | Ravensburger Spieleland         | Allemagne   | 1998        | Mack Rides           |
| Kid’s Catamaran                                                                   | Leofoo Village Theme Park       | Taïwan      |             |                      |
| Lac des chercheurs d'or                                                           | Le Pal                          | France      |             | Mack Rides           |
| Lazy River Boat Trip                                                              | Zoo de Chester                  | Royaume-Uni | 2015        | Intamin              |
| Le Pays des Contes de Fées                                                        | Disneyland Paris                | France      | 1994        | Intamin              |
| Paysages d’Europe                                                                 | Futuroscope                     | France      | 1992 - 1998 | Intamin              |
| Piratbåde                                                                         | Legoland Billund                | Danemark    |             | Mack Rides           |
| Radeaux                                                                           | Didi'Land                       | France      | 1982 - 2013 |                      |
| Rivière des castors                                                               | Mirapolis                       | France      | 1987 - 1991 | Reverchon Industries |
| Swan Boats                                                                        | Alton Towers                    | Royaume-Uni | 1987 - 2003 | Intamin              |
| Tam Tam Aventure anciennement Tam Tam Tour                                        | Walibi Rhône-Alpes              | France      | 1992        | Soquet               |
| Tam Tam Tour                                                                      | Walibi Sud-Ouest                | France      | 1992        |                      |
| Tom Sawyer Raft Ride                                                              | Blackpool Pleasure Beach        | Royaume-Uni | 1974 - 1993 | Intamin              |
| Tow boat                                                                          | Dream Park                      | Égypte      | 1998        | Intamin              |
| Tow boats                                                                         | Geroland                        | Égypte      | 1997        | ABC Engineering      |
| Tunga anciennement Safari Africano                                                | Gardaland                       | Italie      | 1975 - 2009 | Intamin              |
| Urzeit Floßfahrt                                                                  | Freizeitpark Plohn              | Allemagne   | 1997        | Mack Rides           |
| Venice Gondola                                                                    | Genting City of Entertainment   | Malaisie    |             | Zamperla             |
| Waly Boat Tour & Co anciennement Embarcadère et Waly Boat                         | Walygator Parc                  | France      | 1989        | Mack Rides           |
| Zattere                                                                           | Minitalia Leolandia Park        | Italie      | 1997        |                      |

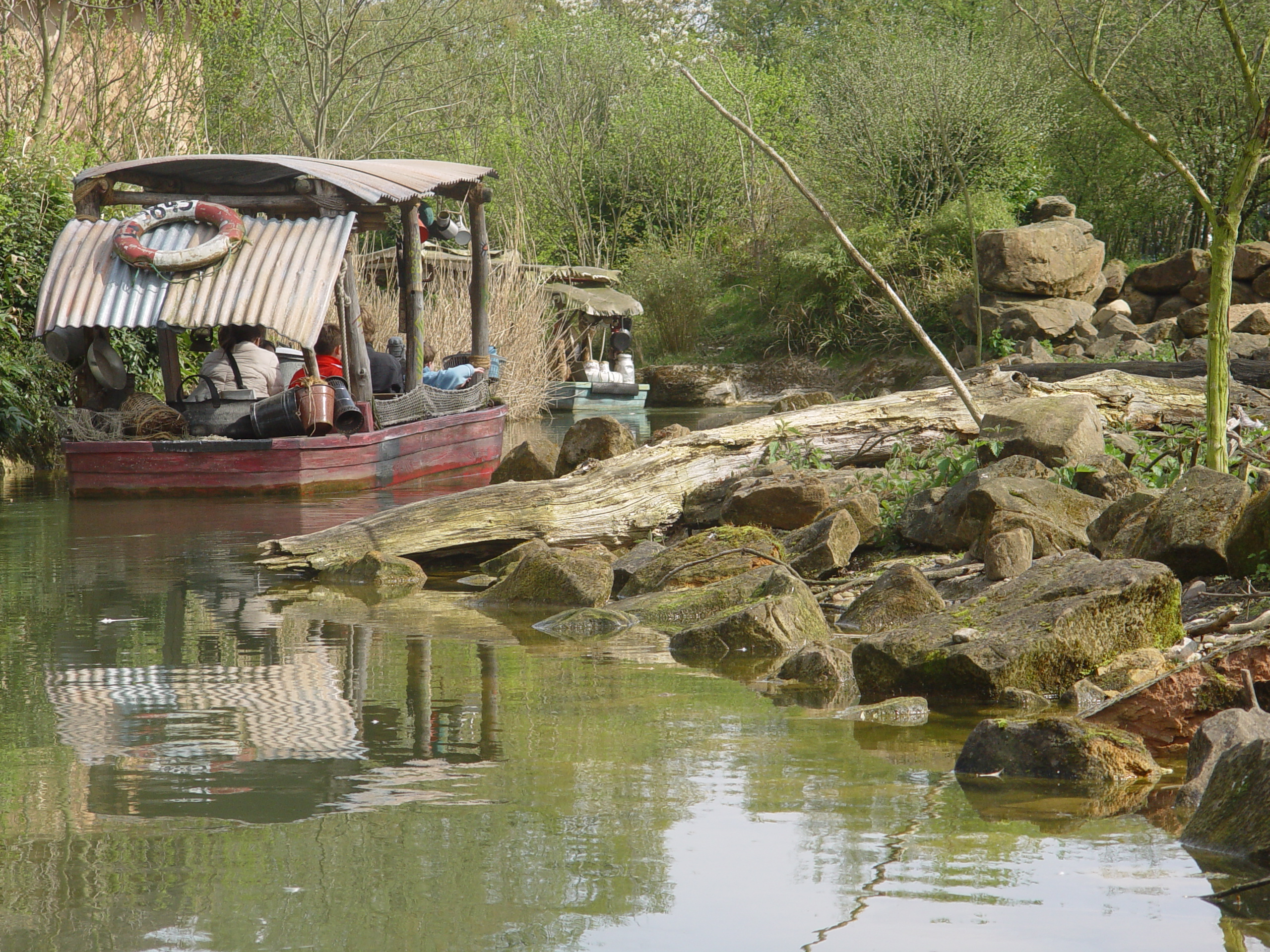
Bootsfahrt au zoo de Hanovre
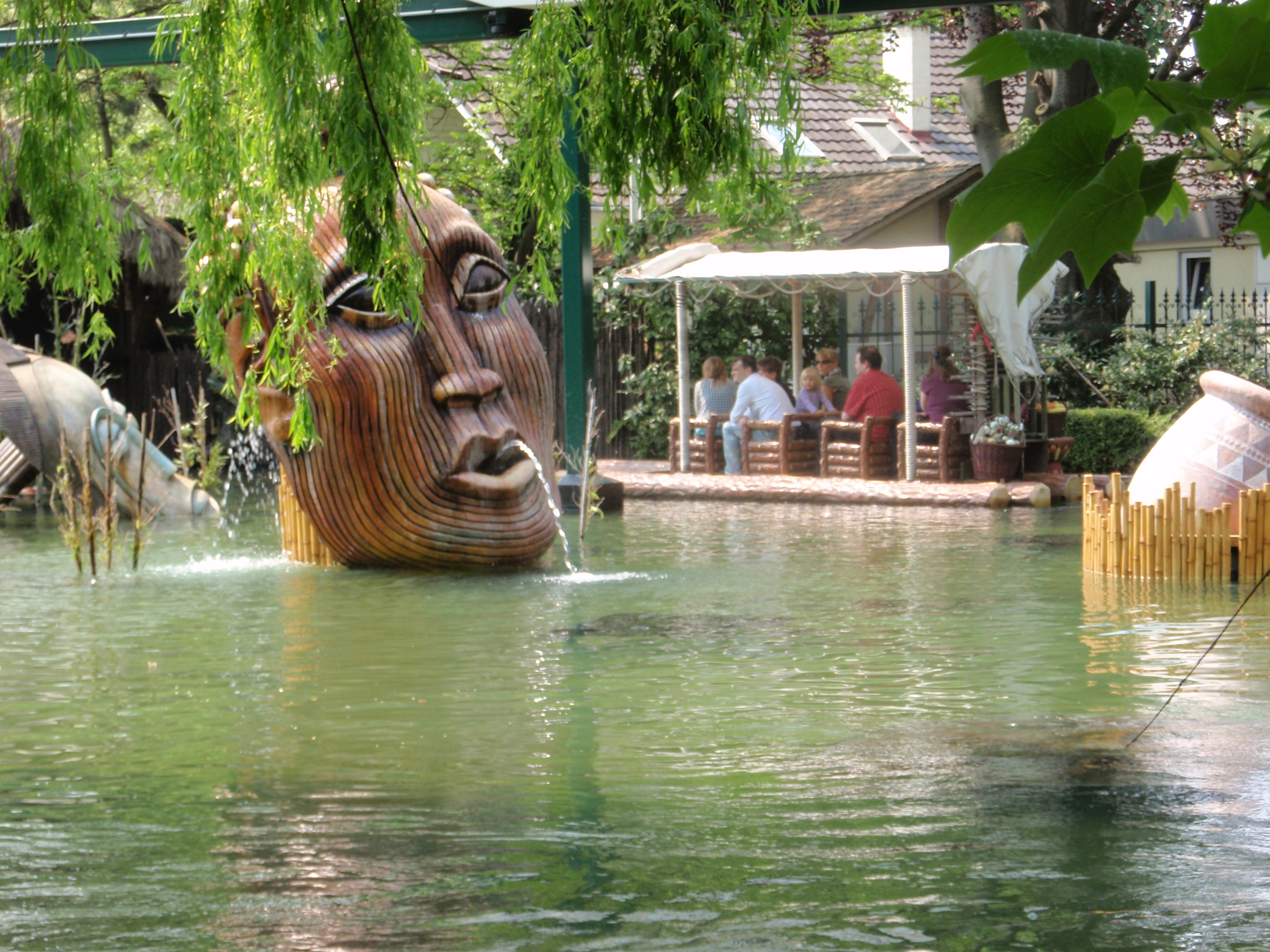
Dschungel Fahrt à Europa-Park
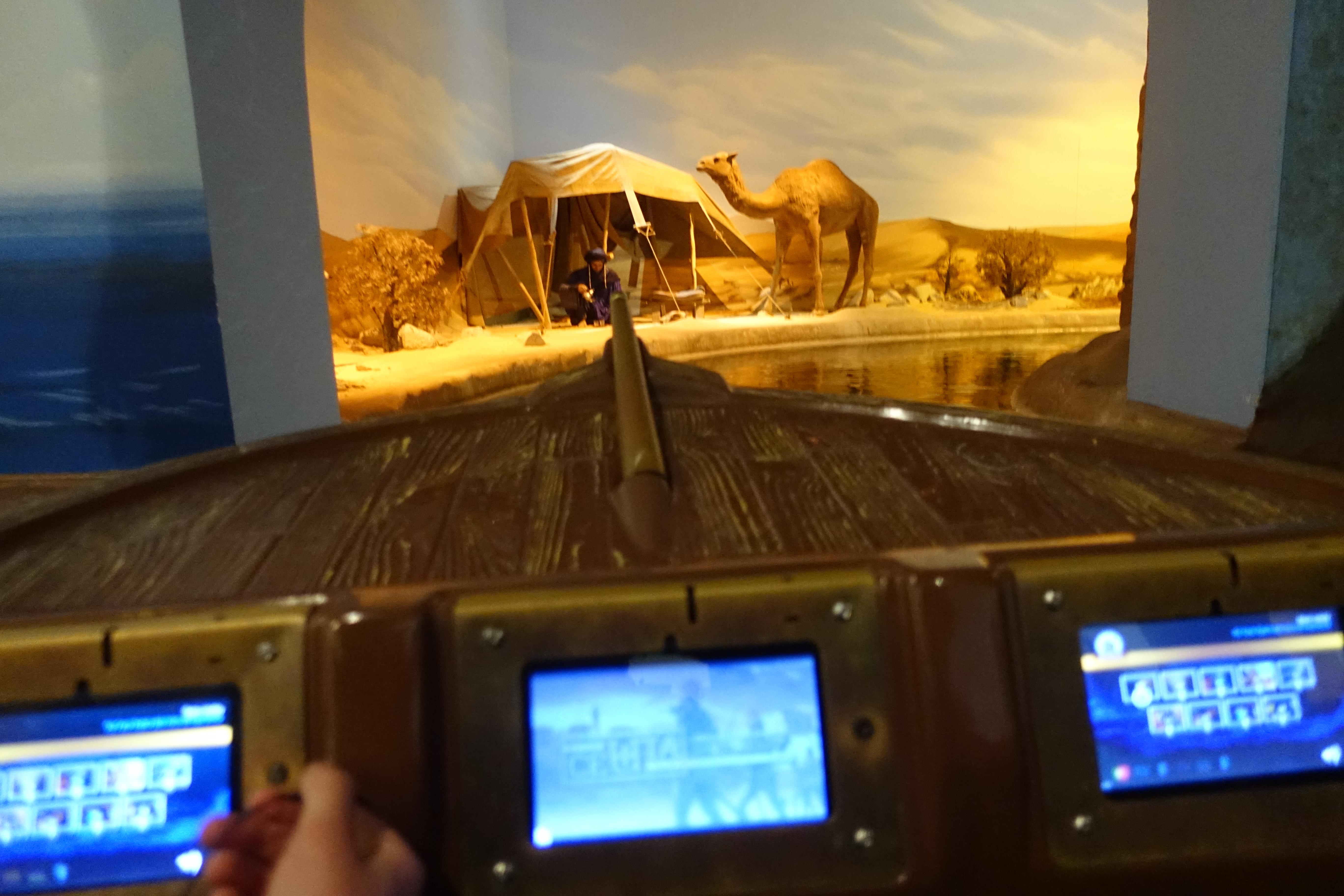
Embarque à World of Discoveries (pt)
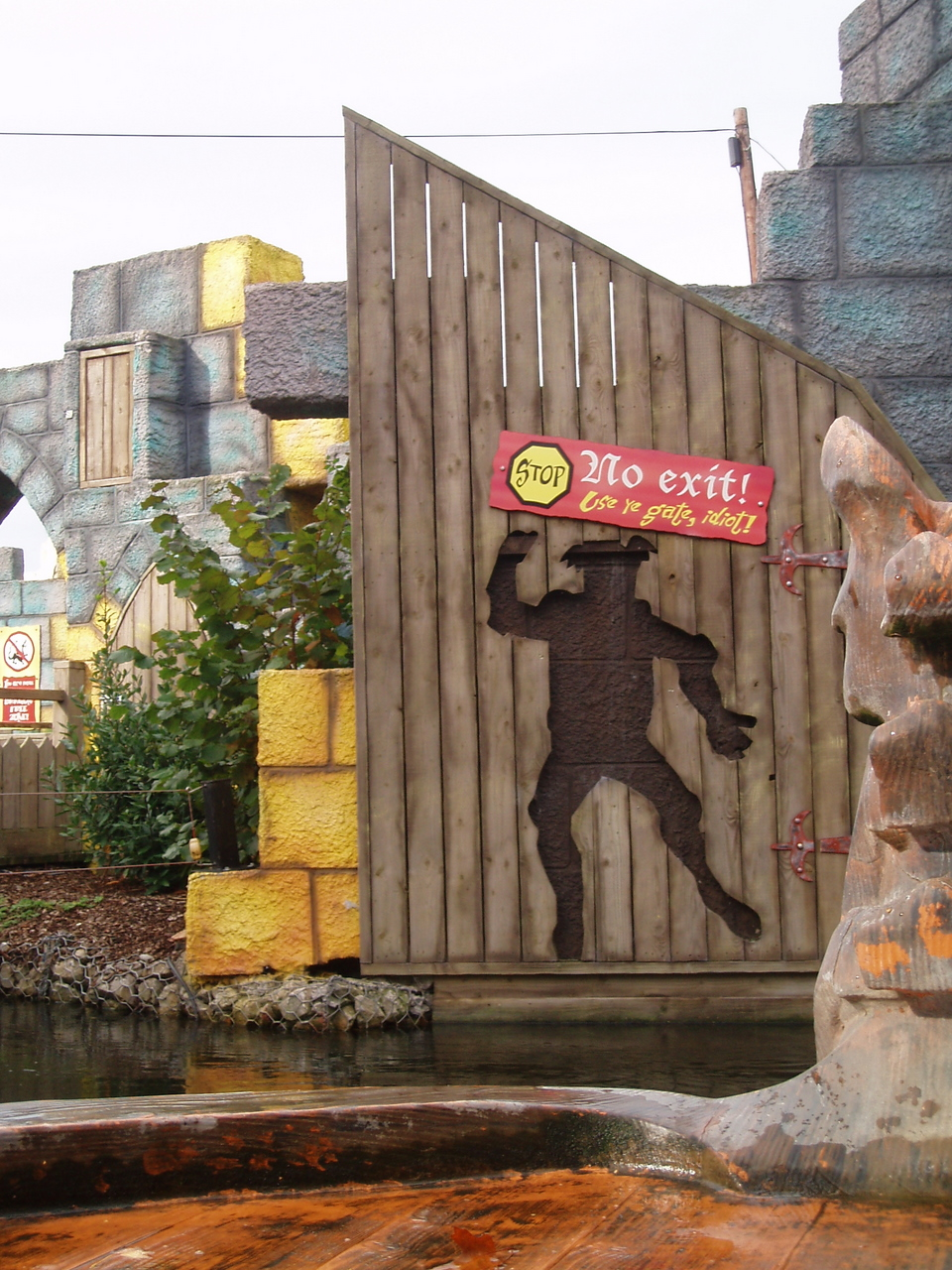
Excalibur à Drayton Manor
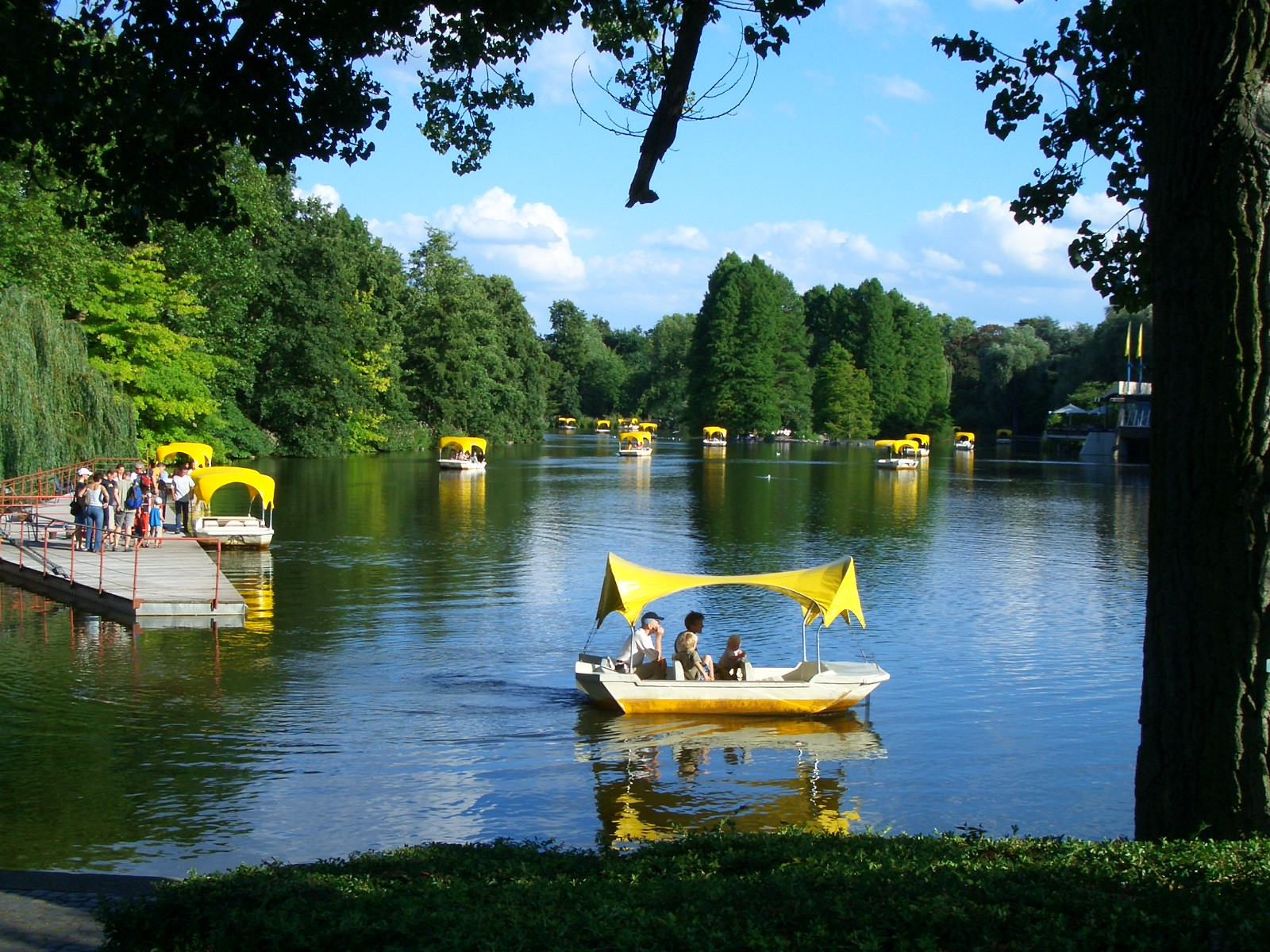
Gondoletta au Luisenpark
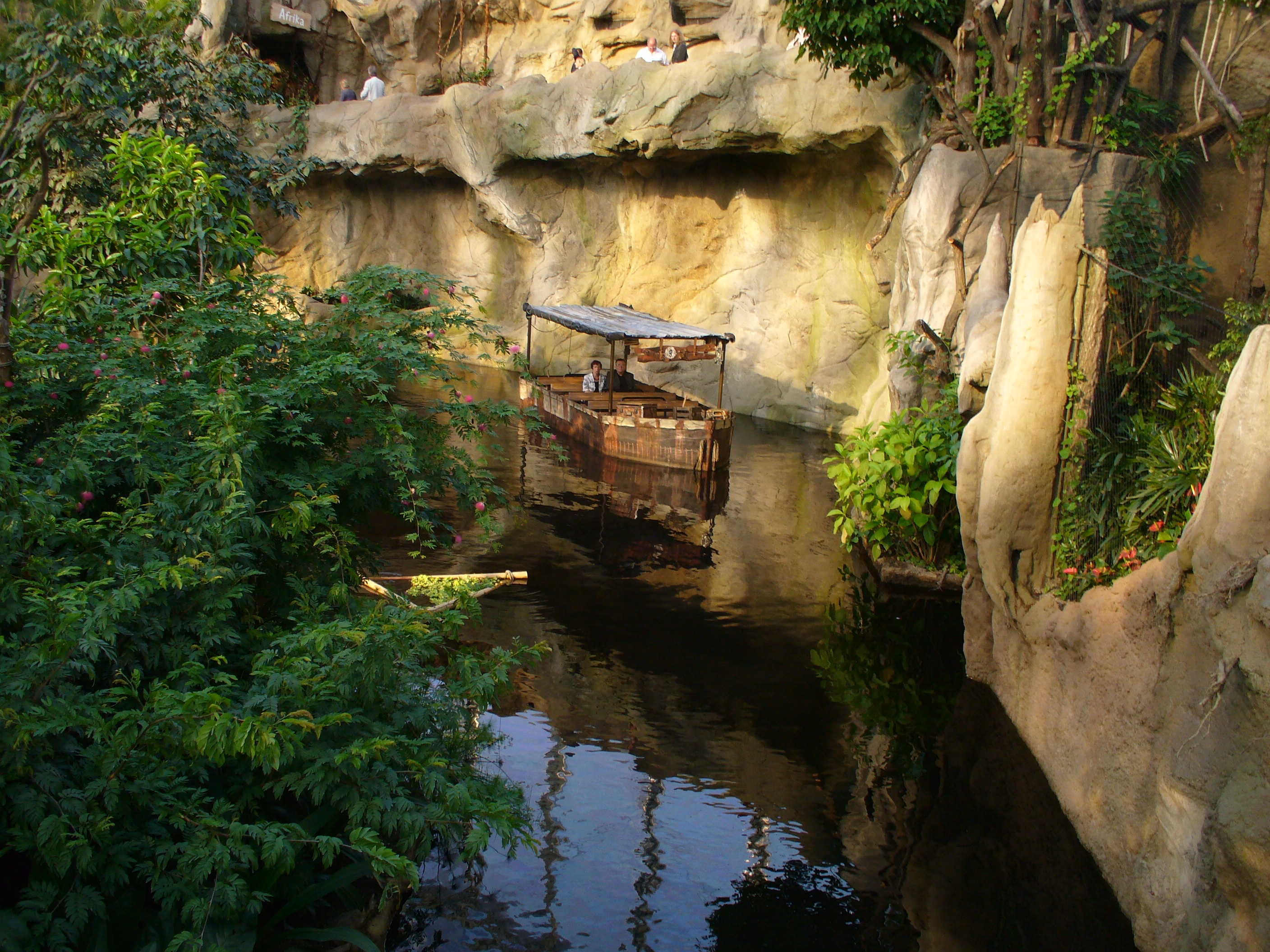
Gamanile River au zoo de Leipzig
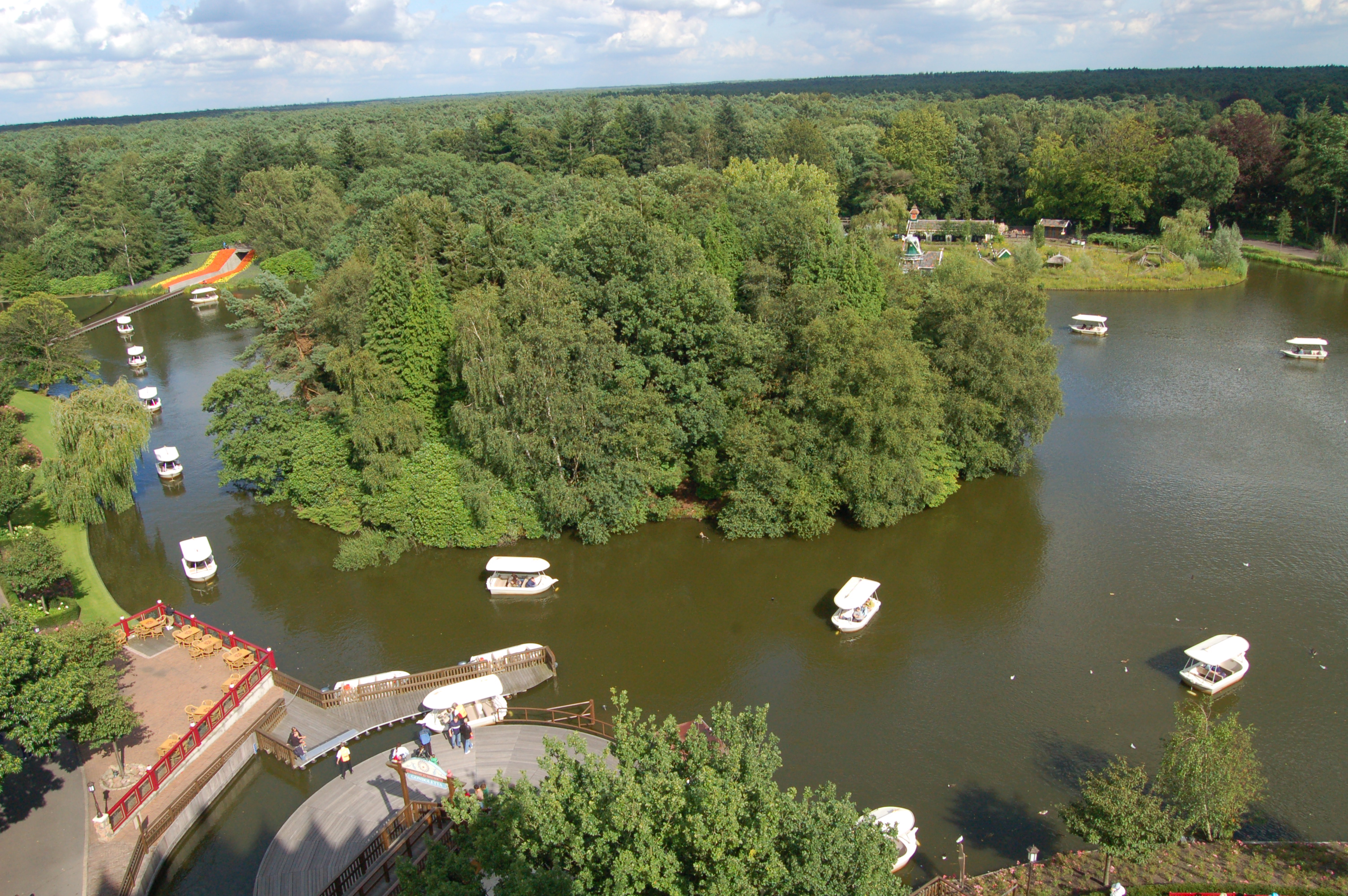
Gondoletta à Efteling
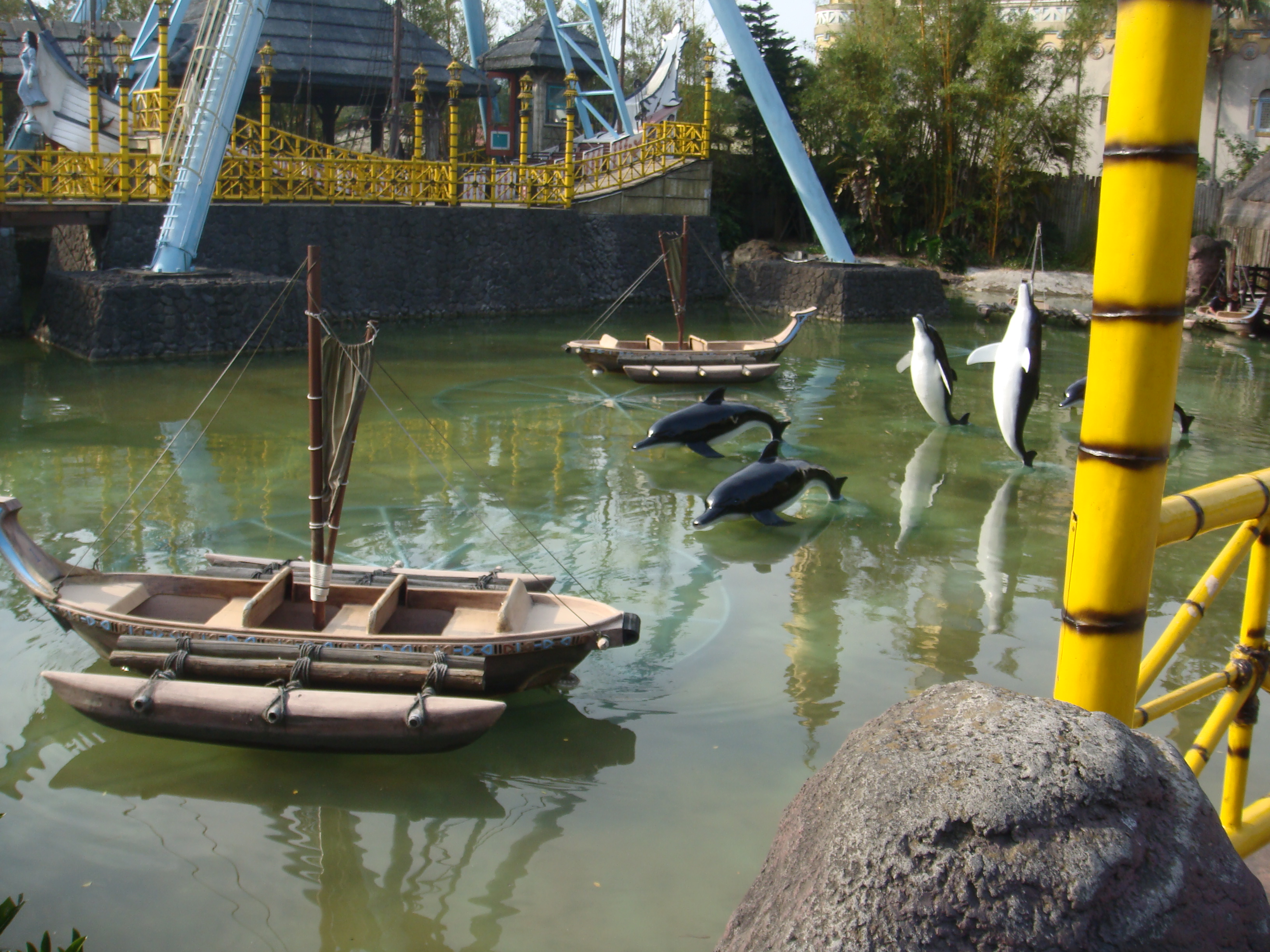
Kid’s Catamaran à Leofoo Village Theme Park
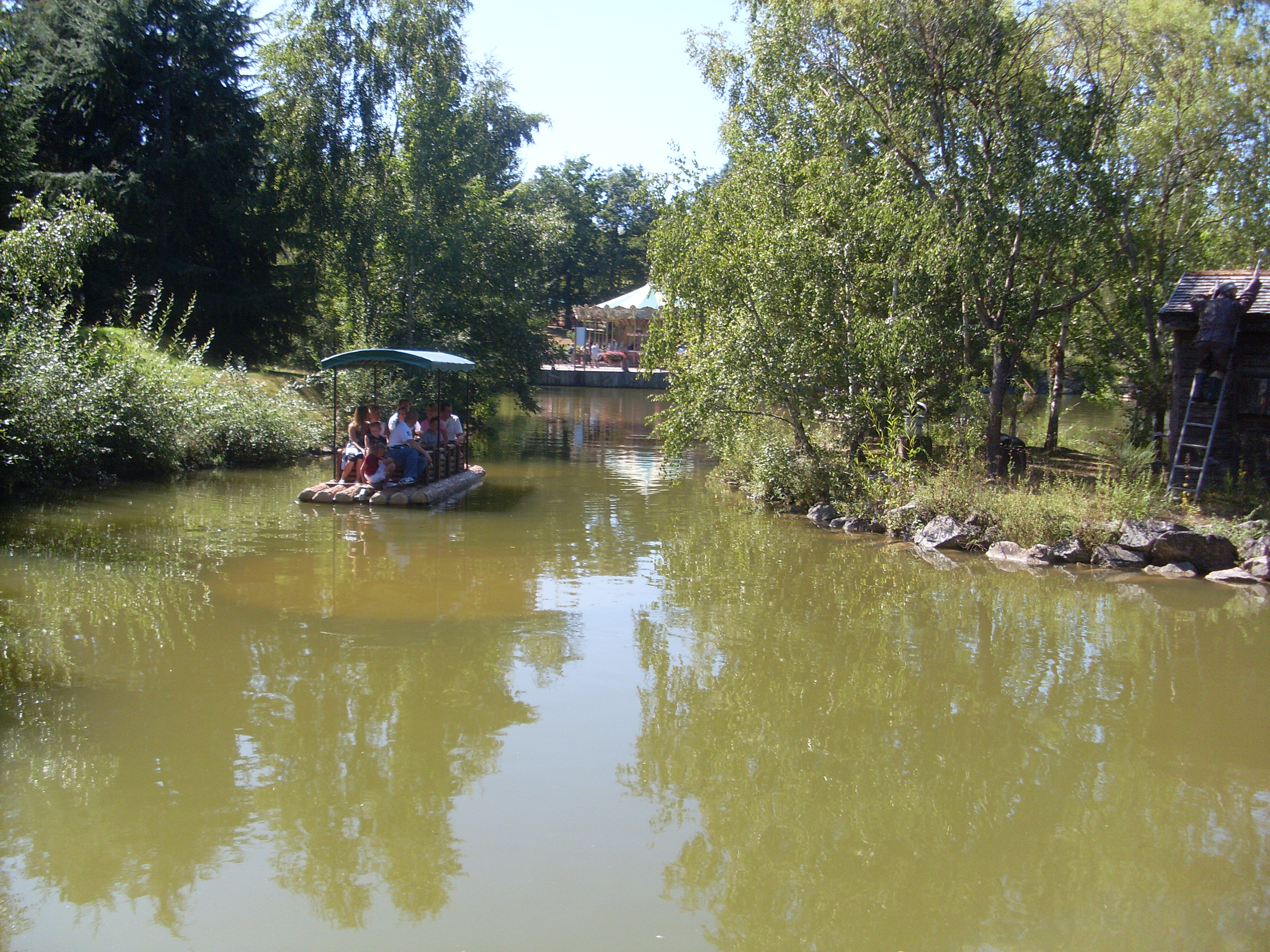
Lac des chercheurs d'or au Pal
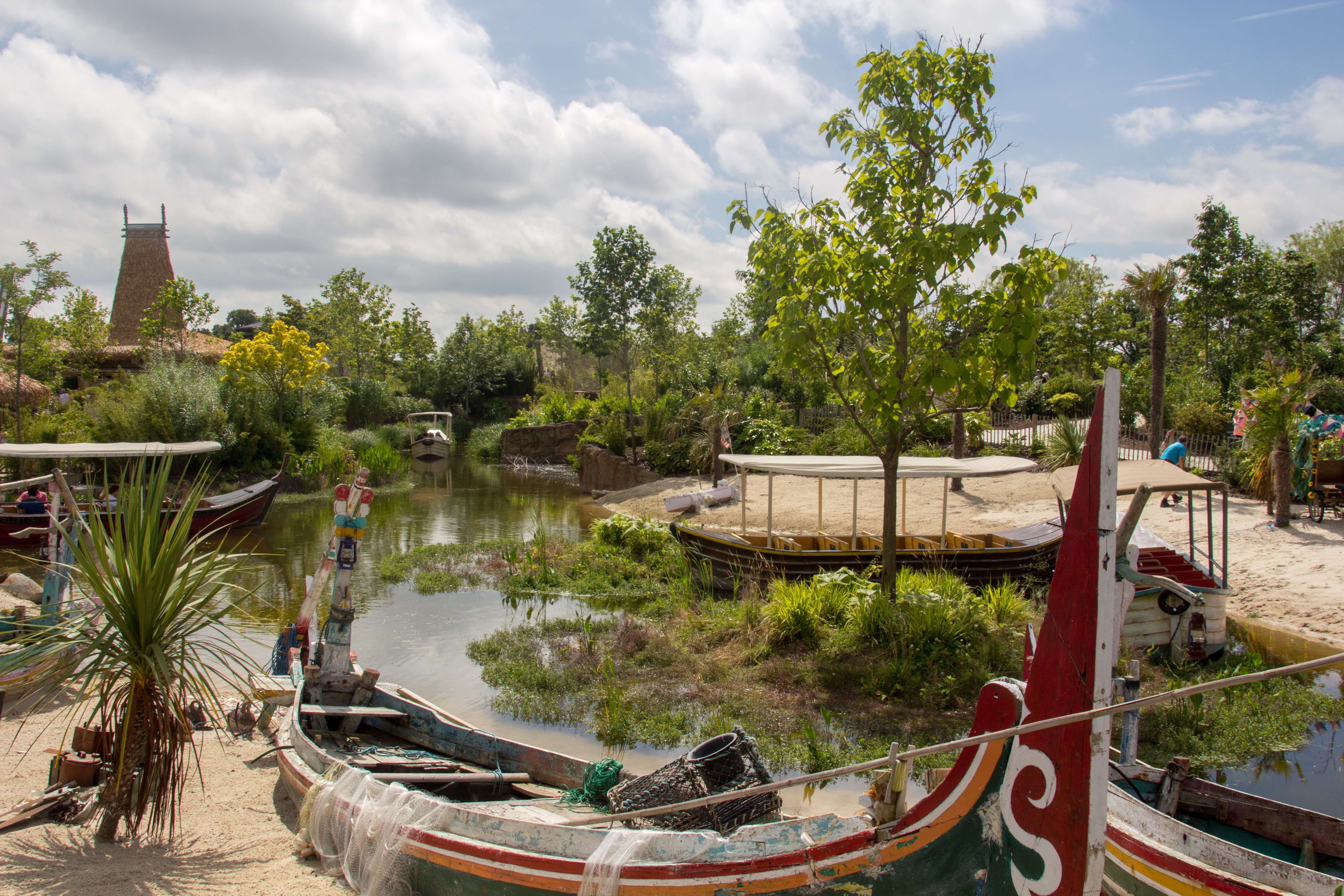
Lazy River Boat Trip au zoo de Chester
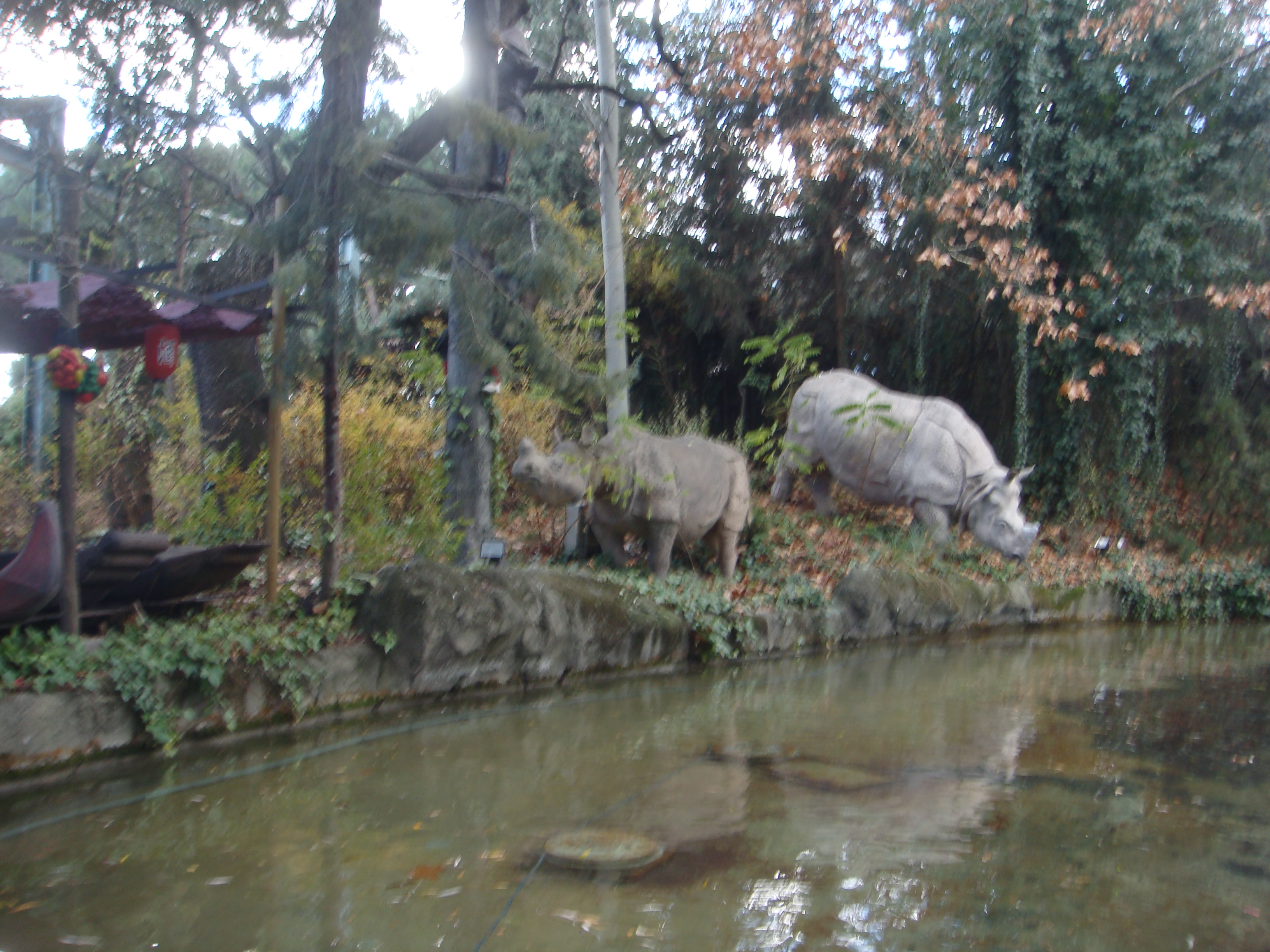
Jungla au Parque de Atracciones de Madrid
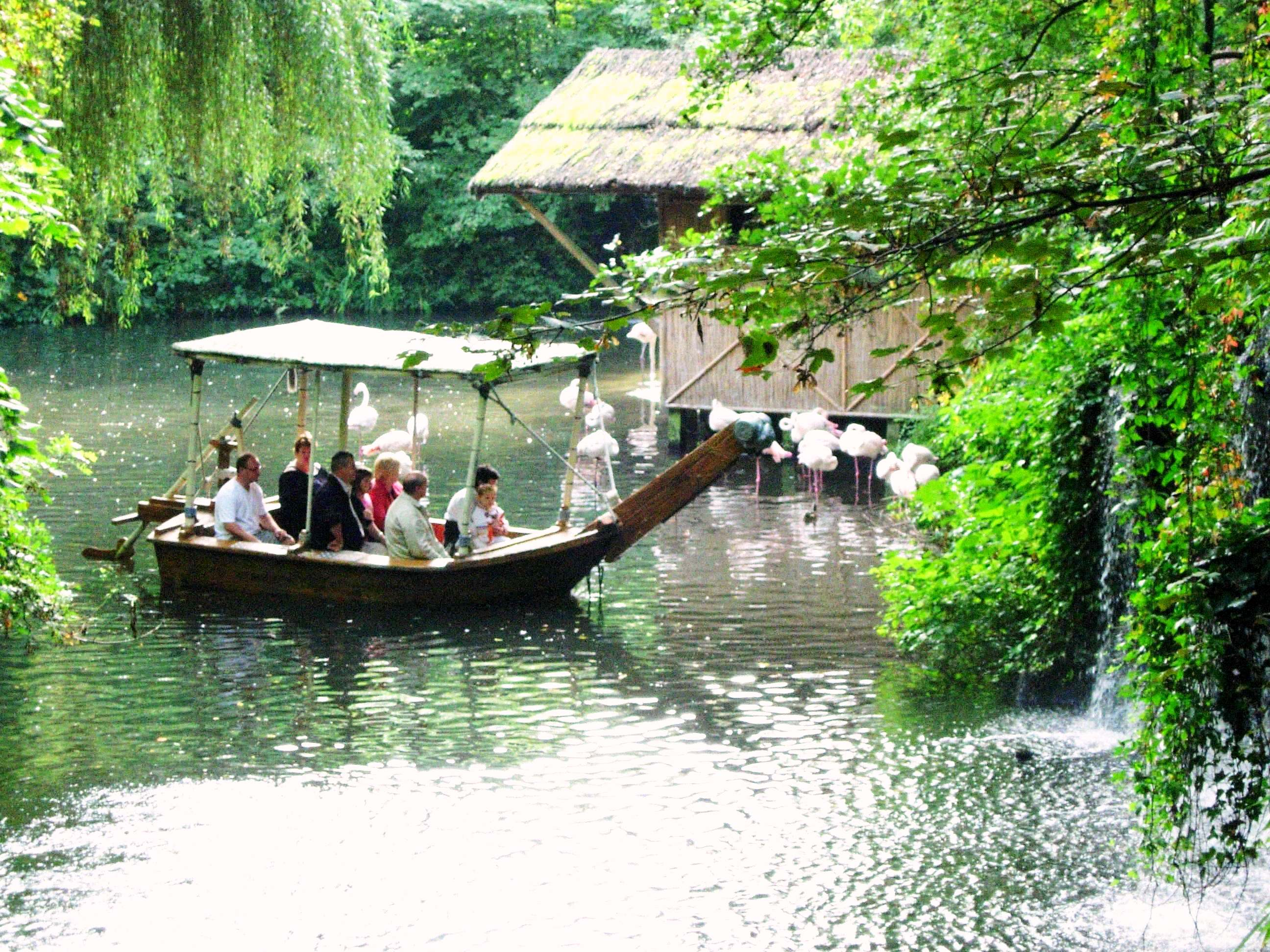
Jungle mission à Bellewaerde
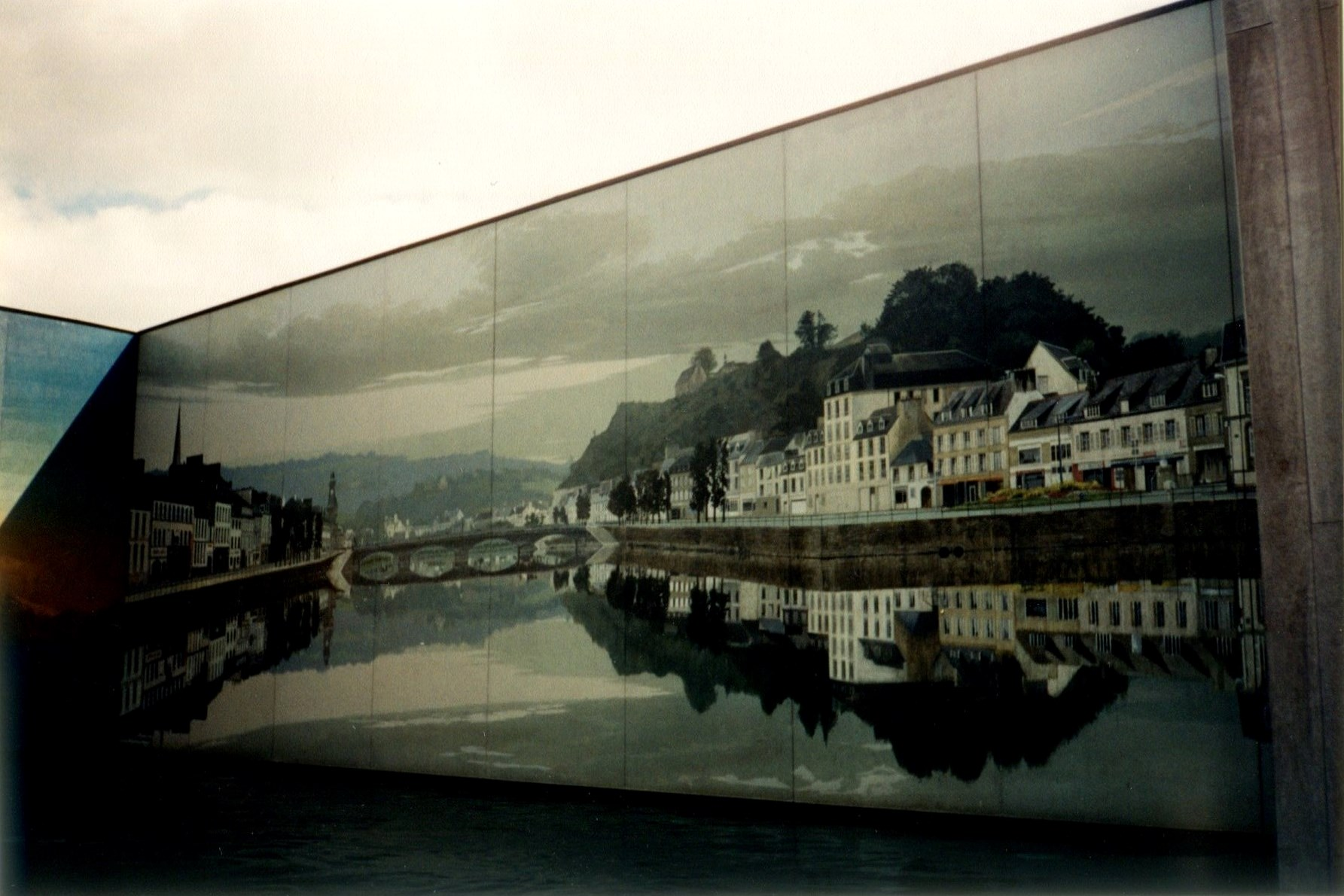
Paysage d'Europe à Futuroscope
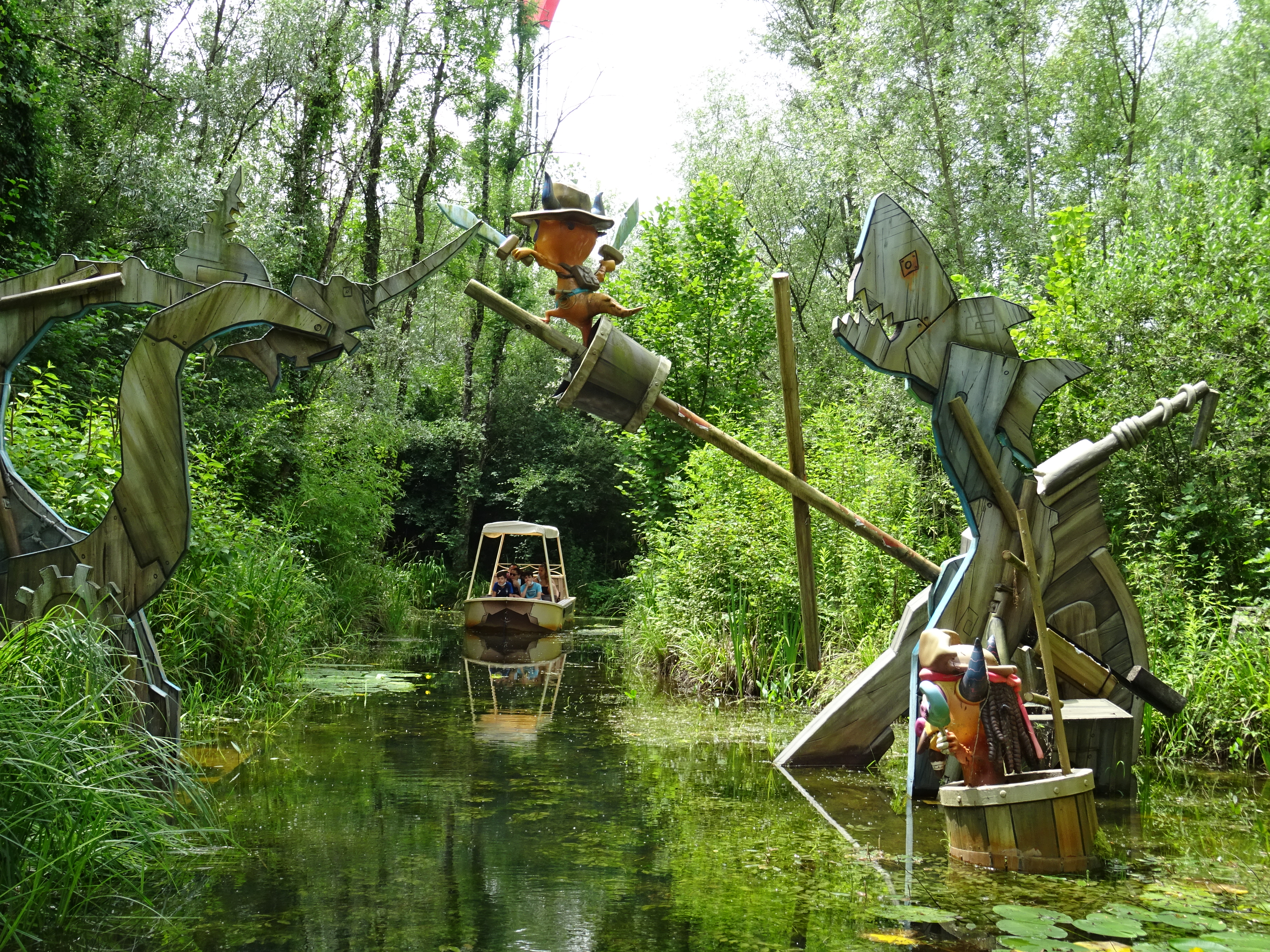
Tam Tam Aventure à Walibi Rhône-Alpes
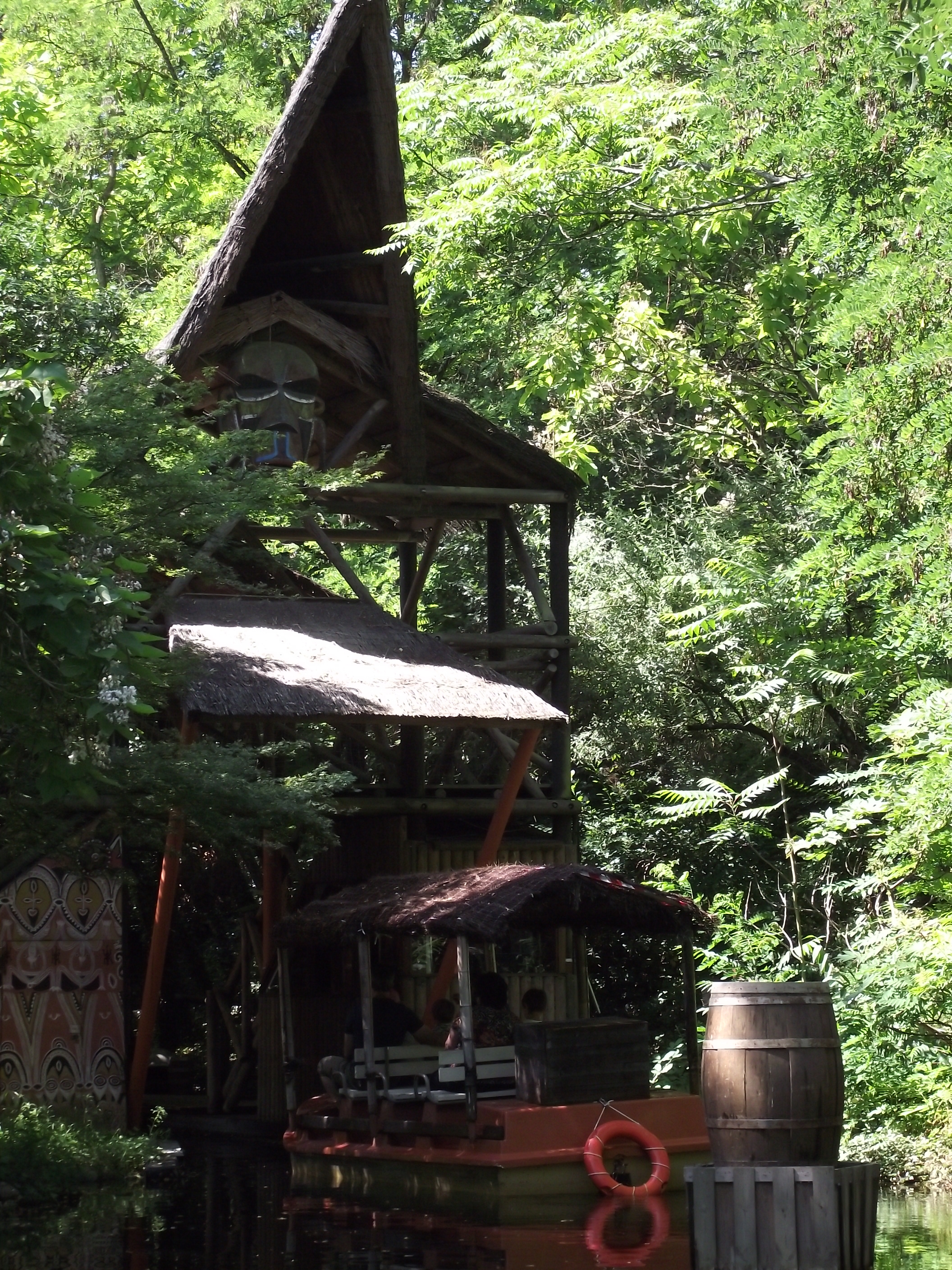
Tam Tam Tour à Walibi Sud-Ouest
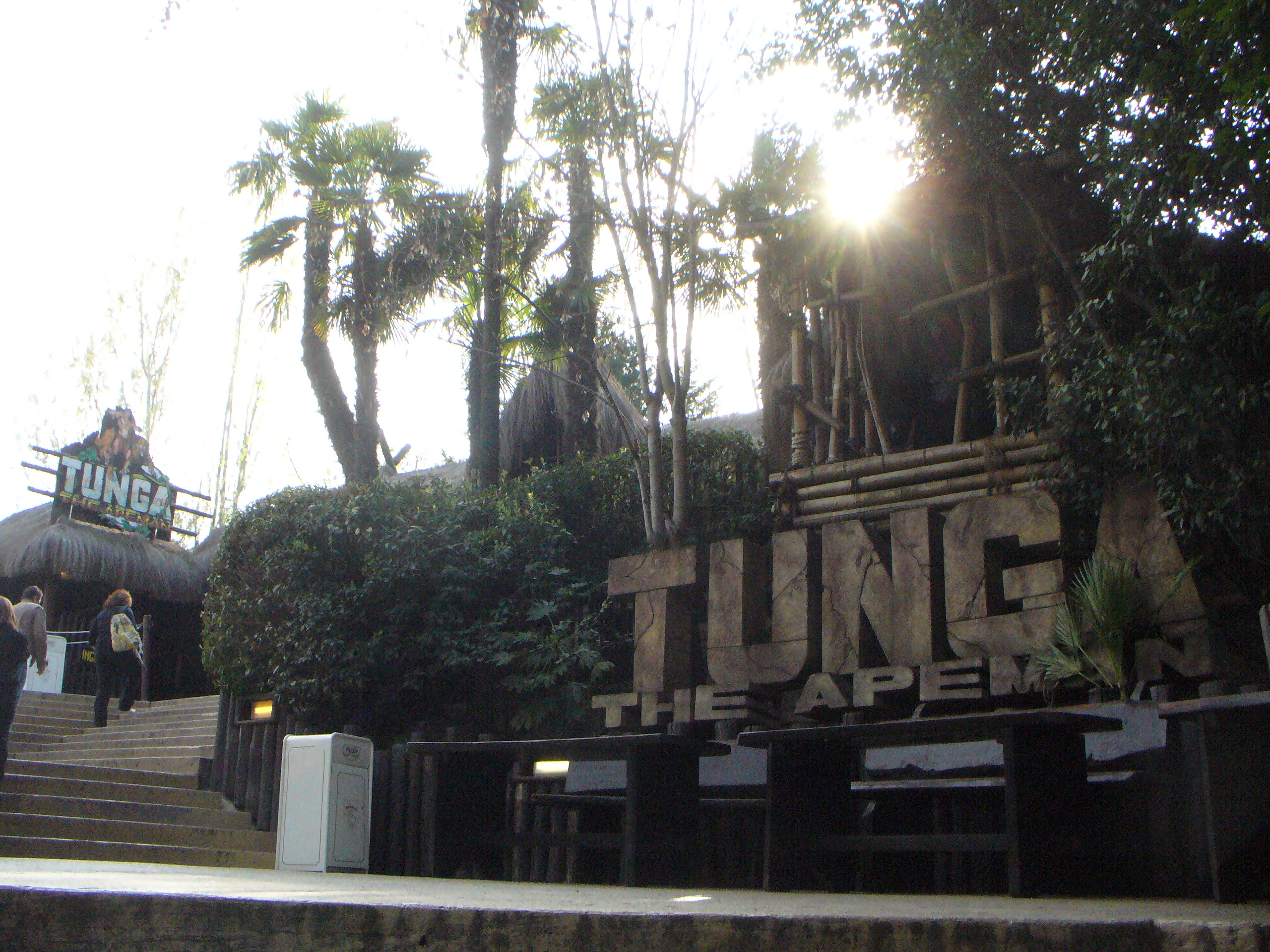
Tunga à Gardaland
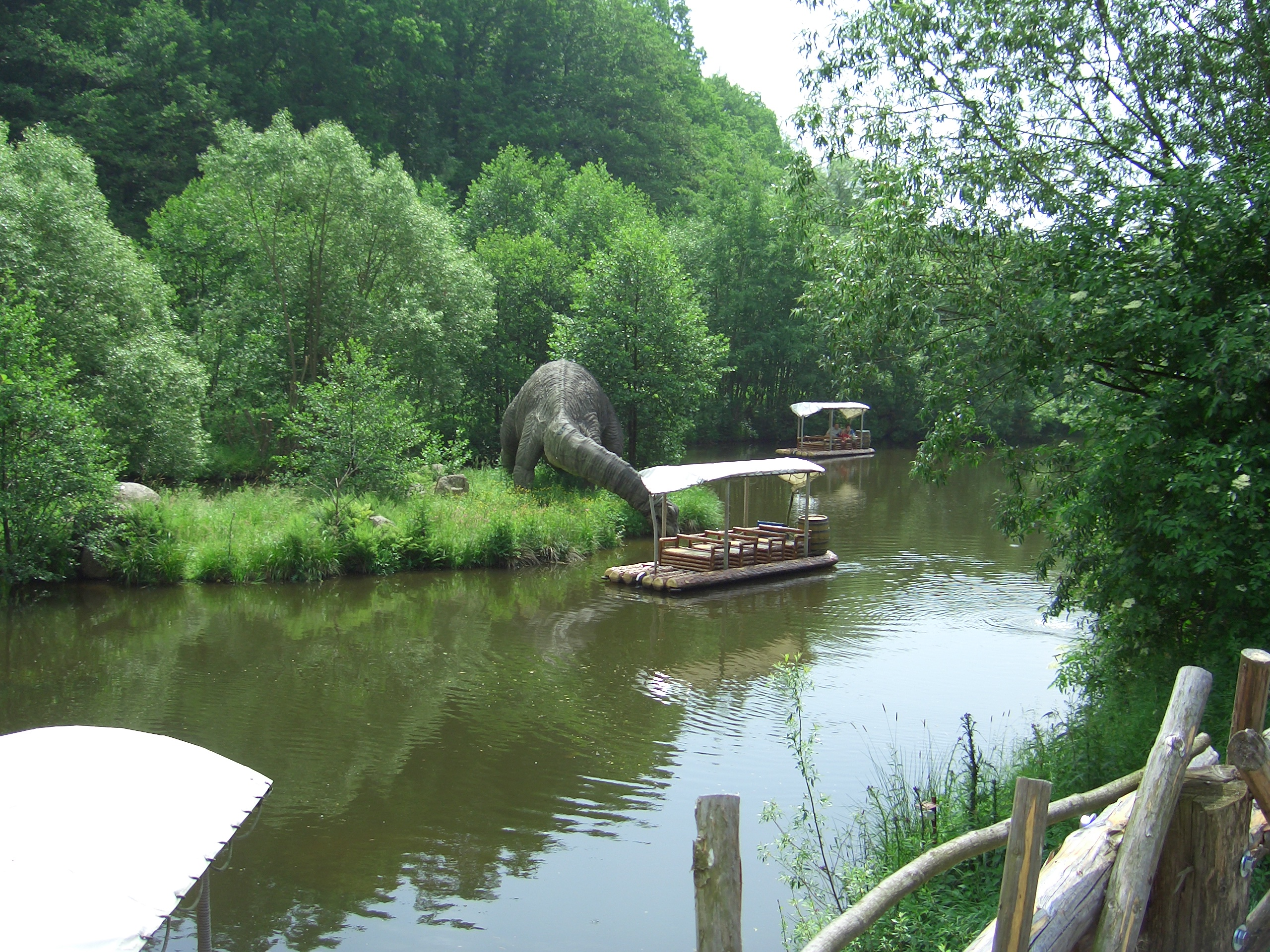
Urzeit Floßfahrt à Freizeitpark Plohn
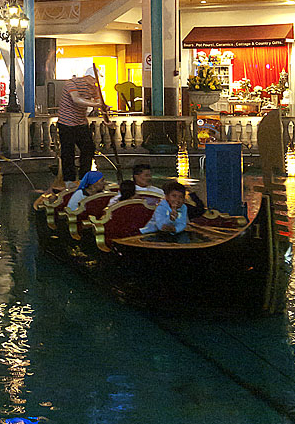
Venice Gondola à Genting City of Entertainment.
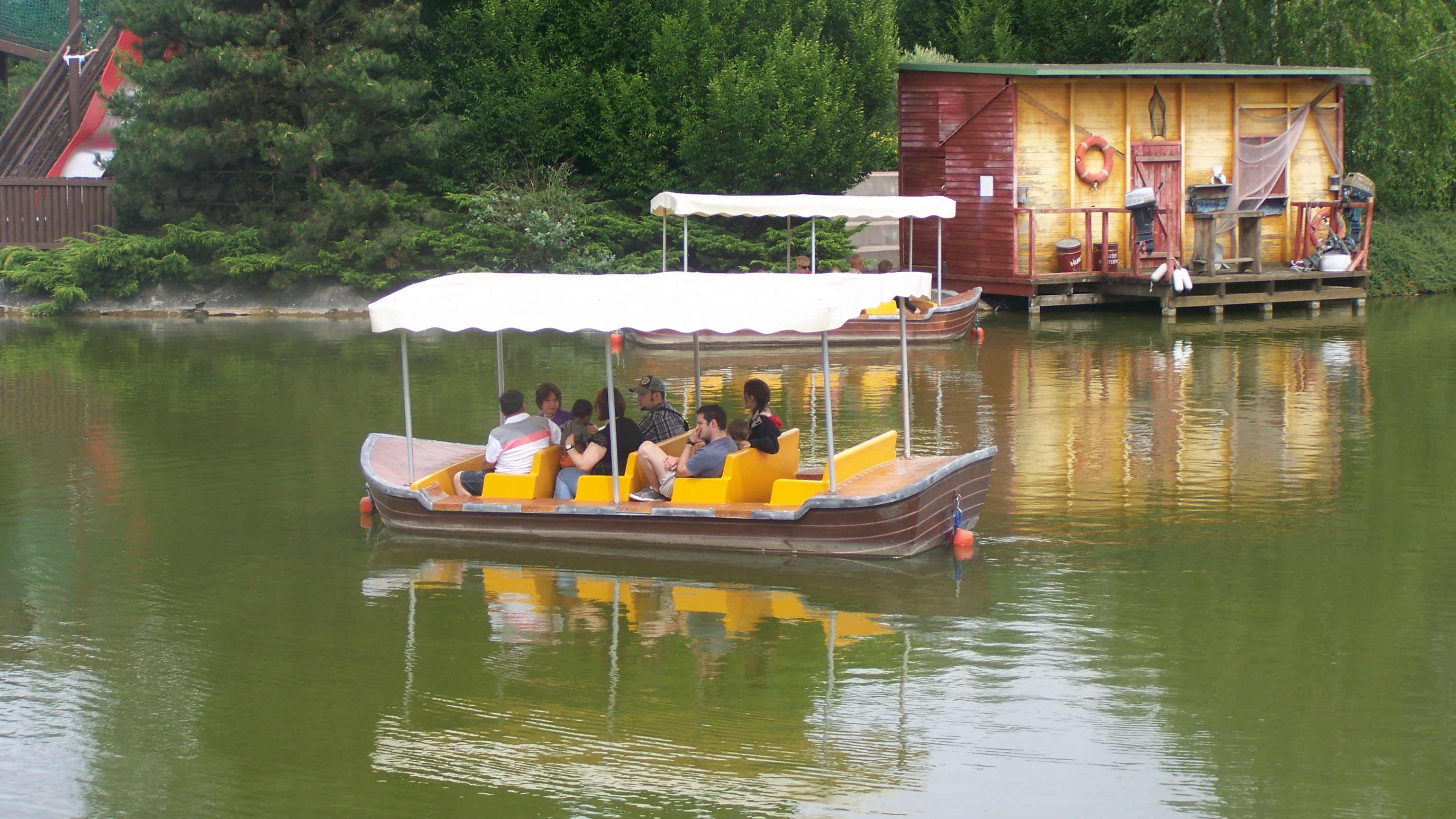
Waly Boat Tour & Co à Walygator Parc
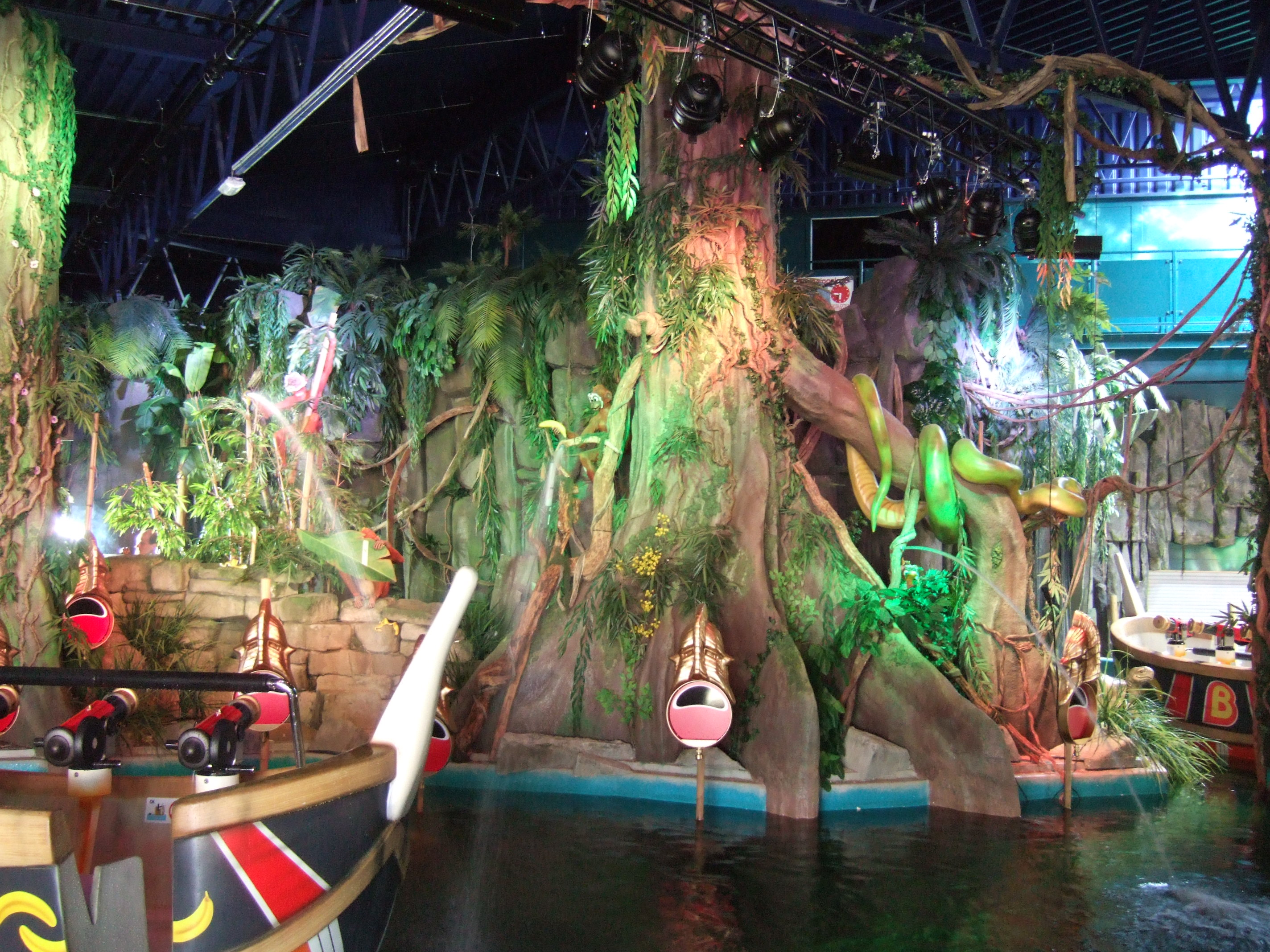
Banana Battle à Bobbejaanland, Splash Battle utilisant la technique du tow boat ride.
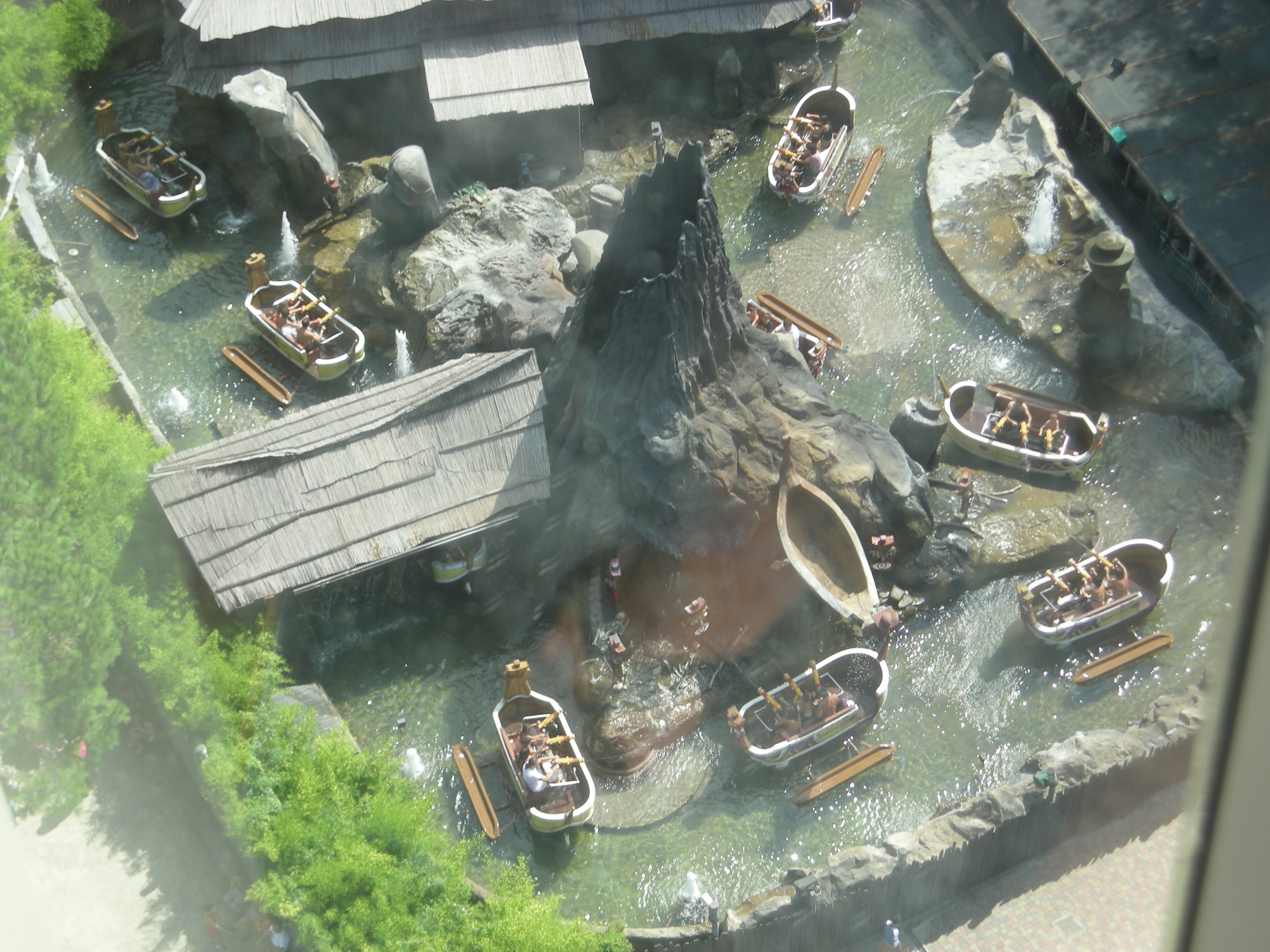
Raratonga à Mirabilandia, Splash Battle utilisant la technique du tow boat ride.